# Sei giorni di Monaco di Baviera
La Sei giorni di Monaco di Baviera era una competizione di ciclismo su pista maschile che si svolgeva annualmente a Monaco di Baviera, in Germania, nell'arco di sei giorni. La prima edizione si tenne nel 1933, benché solo dal 1949 assunse cadenza regolare; l'ultima edizione risale al 2009.

## Albo d'oro
Aggiornato all'edizione 2009.
| Anno     | Vincitori                                    | Secondi                               | Terzi                                    |
| -------- | -------------------------------------------- | ------------------------------------- | ---------------------------------------- |
| 1933     | Franz Lehmann & Oskar Tietz                  | Gustav Kilian & Heinz Vöpel           | Lothar Ehmer & Georg Umbenhauer          |
| 1934-48  | non disputate                                | non disputate                         | non disputate                            |
| 1949     | Maurice Depauw & Robert Naeye                | Gilbert Doré & Robert Oubron          | Arie Vooren & Gérard van Beek            |
| 1950 (1) | René Adriaensens & Robert Naeye              | Reginald Arnold & Alfred Strom        | Gustav Kilian & Jean Roth                |
| 1950 (2) | Camiel Dekuysscher & Odiel Vanden Meerschaut | Reginald Arnold & Ludwig Hörmann      | Arthur Sérès & Roger-Jean Le Nizhery     |
| 1951     | Emile Carrara & Guy Lapébie                  | Severino Rigoni & Ferdinando Terruzzi | Reginald Arnold & Alfred Strom           |
| 1952     | Ludwig Hörmann & Alfred Strom                | Emile Carrara & Dominique Forlini     | Roger De Corte & Odiel Vanden Meerschaut |
| 1953     | Walter Bucher & Jean Roth                    | Lucien Gillen & Ferdinando Terruzzi   | Werner Holthöfer & Hans Preiskeit        |
| 1954     | Ludwig Hörmann & Hans Preiskeit              | Evan Klamer & Kay-Werner Nielsen      | Valentin Petry & Walter Schürmann        |
| 1955-71  | non disputate                                | non disputate                         | non disputate                            |
| 1972     | Sigi Renz & Wolfgang Schulze                 | Albert Fritz & Wilfried Peffgen       | Alain Van Lacker & Alain Van Lacker      |
| 1973     | Léo Duyndam & René Pijnen                    | Graeme Gilmore & Dieter Kemper        | Sigi Renz & Wolfgang Schulze             |
| 1974     | Graeme Gilmore & Sigi Renz                   | Wilfried Peffgen & Jürgen Tschan      | Jacky Mourioux & Alain Van Lacker        |
| 1975     | Gunther Haritz & René Pijnen                 | Eddy Merckx & Patrick Sercu           | Albert Fritz & Wilfried Peffgen          |
| 1976     | Albert Fritz & Wilfried Peffgen              | Graeme Gilmore & Patrick Sercu        | Udo Hempel & Jürgen Tschan               |
| 1977     | Eddy Merckx & Patrick Sercu                  | Danny Clark & Günther Schumacher      | Roman Hermann & René Pijnen              |
| 1978     | Gregor Braun & Patrick Sercu                 | Danny Clark & Gerrie Knetemann        | Roman Hermann & Horst Schütz             |
| 1979     | Patrick Sercu & Dietrich Thurau              | Donald Allan & Danny Clark            | Francesco Moser & René Pijnen            |
| 1980     | Donald Allan & Danny Clark                   | Albert Fritz & Wilfried Peffgen       | Gert Frank & René Pijnen                 |
| 1981     | Donald Allan & Danny Clark                   | René Pijnen & Dietrich Thurau         | Roman Hermann & Horst Schütz             |
| 1982     | René Pijnen & Patrick Sercu                  | Albert Fritz & Dietrich Thurau        | Donald Allan & Danny Clark               |
| 1983     | Urs Freuler & René Pijnen                    | Gert Frank & Dietrich Thurau          | Josef Kristen & Horst Schütz             |
| 1984     | Gert Frank & Hans-Henrik Oersted             | Urs Freuler & René Pijnen             | Danny Clark & Dietrich Thurau            |
| 1985     | Urs Freuler & René Pijnen                    | Stan Tourné & Étienne De Wilde        | Antony Doyle & Gary Wiggins              |
| 1986     | Danny Clark & Dietrich Thurau                | Urs Freuler & René Pijnen             | Roman Hermann & Josef Kristen            |
| 1987     | Urs Freuler & Dietrich Thurau                | Danny Clark & Tony Doyle              | Andreas Kappes & René Pijnen             |
| 1988     | Danny Clark & Tony Doyle                     | Stan Tourné & Étienne De Wilde        | Roman Hermann & Andreas Kappes           |
| 1989     | Andreas Kappes & Étienne De Wilde            | Adriano Baffi & Pierangelo Bincoletto | Danny Clark & Rolf Gölz                  |
| 1990     | Danny Clark & Tony Doyle                     | Adriano Baffi & Pierangelo Bincoletto | Andreas Kappes & Étienne De Wilde        |
| 1991     | Andreas Kappes & Étienne De Wilde            | Peter Pieters & Remig Stumpf          | Danny Clark & Tony Doyle                 |
| 1992     | Urs Freuler & Olaf Ludwig                    | Adriano Baffi & Pierangelo Bincoletto | Kurt Betschart & Bruno Risi              |
| 1993     | Kurt Betschart & Bruno Risi                  | Andreas Kappes & Étienne De Wilde     | Adriano Baffi & Pierangelo Bincoletto    |
| 1994     | Kurt Betschart & Bruno Risi                  | Urs Freuler & Karsten Wolf            | Danny Clark & Étienne De Wilde           |
| 1995     | Erik Zabel & Étienne De Wilde                | Adriano Baffi & Giovanni Lombardi     | Jimmi Madsen & Jens Veggerby             |
| 1996     | Adriano Baffi & Giovanni Lombardi            | Kurt Betschart & Bruno Risi           | Silvio Martinello & Marco Villa          |
| 1997     | Kurt Betschart & Bruno Risi                  | Silvio Martinello & Bjarne Riis       | Jimmi Madsen & Jens Veggerby             |
| 1998     | Kurt Betschart & Bruno Risi                  | Adriano Baffi & Andreas Kappes        | Tayeb Braikia & Jimmi Madsen             |
| 1999     | Andreas Kappes & Silvio Martinello           | Kurt Betschart & Bruno Risi           | Robert Bartko & Scott McGrory            |
| 2000     | Kurt Betschart & Bruno Risi                  | Silvio Martinello & Marco Villa       | Robert Bartko & Erik Zabel               |
| 2001     | Silvio Martinello & Erik Zabel               | Kurt Betschart & Bruno Risi           | Matthew Gilmore & Scott McGrory          |
| 2002     | Matthew Gilmore & Scott McGrory              | Kurt Betschart & Bruno Risi           | Andreas Beikirch & Andreas Kappes        |
| 2003     | Bruno Risi & Kurt Betschart                  | Matthew Gilmore & Scott McGrory       | Andreas Beikirch & Andreas Kappes        |
| 2004     | Matthew Gilmore & Scott McGrory              | Robert Slippens & Danny Stam          | Andreas Beikirch & Andreas Kappes        |
| 2005     | Erik Zabel & Robert Bartko                   | Robert Slippens & Danny Stam          | Bruno Risi & Kurt Betschart              |
| 2006     | Erik Zabel & Bruno Risi                      | Franco Marvulli & Iljo Keisse         | Danny Stam & Peter Schep                 |
| 2007     | Bruno Risi & Franco Marvulli                 | Erik Zabel & Leif Lampater            | Robert Slippens & Danny Stam             |
| 2008     | Iljo Keisse & Robert Bartko                  | Erik Zabel & Leif Lampater            | Olaf Pollack & Robert Kluge              |
| 2009     | Bruno Risi & Franco Marvulli                 | Alex Rasmussen & Michael Mørkøv       | Leif Lampater & Christian Grasmann       |